# Simões Filho
Simões Filho es un municipio brasileño del estado de Bahía. Su población estimada en 2005 era de 107.561 habitantes.
Está localizado al lado de Salvador.

## Historia
El municipio fue creado con la emancipación de Salvador del distrito de Água Comprida, y su denominación actual, el 7 de noviembre de 1961, por la ley 1538. Su nombre homenajea el periodista y político Ernesto Simões Hijo, fundador del diario LA Tarde (periódico), hoy existente.